# Медичи, Филиппо
Фили́ппо Ме́дичи (итал. Filippo de' Medici), или дон Филиппи́но (итал. Don Filippino; 20 мая 1577, Флоренция, великое герцогство Тосканское — 29 марта 1582, там же), — дон и принц из дома Медичи, единственный сын Франческо I, великого герцога Тосканы. Умер в пятилетнем возрасте. По слухам, он был отравлен второй женой отца.

## Биография
Принц Филиппо родился во Флоренции 20 мая 1577 года. Он был седьмым ребёнком и единственным сыном Франческо I, великого герцога Тосканы, и Иоганны Австрийской, эрцгерцогини из дома Габсбургов. По линии отца приходился внуком Козимо I, великому герцогу Тосканы, и Элеоноре Альварес де Толедо, аристократке из дома Альварес де Толедо, состоявшей в родстве с королями Испании. По линии матери был внуком Фердинанда I, императора Священной Римской империи, и Анны Богемской и Венгерской, последней представительнице дома Ягеллонов, правившего королевствами Чехии и Венгрии.
Принц Филиппо родился у супружеской четы на тринадцатом году брака и после шести дочерей, четыре из которых умерли в младенческом возрасте. Выжили только Элеонора, будущая герцогиня Мантуи и Монферрато, и Мария, будущая королева Франции. За год до рождения принца любовница великого герцога, Бьянка Каппелло, «родила» великому герцогу бастарда. Позднее выяснилось, что она обманула любовника и выдала за его бастарда ребёнка простолюдинов. Таким образом, принц Филиппо был единственным сыном Франческо I.
Рождение законного наследника престола при дворе во Флоренции было встречено с радостью. При крещении он был назван Филиппо в честь двоюродного дяди и крёстного отца Филиппа II, короля Испании. Спустя год после его рождения Иоганна Австрийская умерла во время преждевременных родов и разрыва матки, спровоцированных падением с лестницы. Дон Филиппино, как к нему обращались при дворе, с рождения имел слабое здоровье. Он умер во Флоренции 29 марта 1582 года и был похоронен в капелле Медичи, рядом с могилой матери. На смерть юного принца поэт Антон Франческо Граццини написал эпитафию.
Существовала версия о том, что его отравили по приказу всё той же любовницы отца. Сразу после смерти дона Филиппино великий герцог узаконил «своего» бастарда. Гробница принца пострадала во время наводнения в 1966 году. При эксгумации, проведённой в 2004 году, останки дона Филиппино получили рабочее название «Ребёнок в красном костюме», по одежде из красного шёлка, в которой он был похоронен. Анализы останков показали, что принц страдал лёгкой формой гидроцефалии.

## В культуре
В галерее Уффици во Флоренции находится портрет принца Филиппо, написанный Джованни Биццелли в 1586 году. На нём живописец изобразил мальчика рядом с матерью, хотя к тому времени она уже была мертва.
Единственный прижизненный портрет дона Филиппино, о котором в своих мемуарах упоминает Алессандро Аллори, был написан им в июне — ноябре 1581 года по заказу агента дона Пьетро, дяди маленького принца, который жил в испанском королевстве. Некоторые исследователи считают, что дон Пьетро преподнёс этот портрет в дар королю Филиппу II, крёстному отцу племянника.